# Ärkehertigdömet Österrike
Ärkehertigdömet Österrike var ett riksfurstendöme i Tysk-romerska riket och kärnlandet i den Habsburgska monarkin. Det indelades sedan 1200-talet i Nedre och Övre Österrike, som senare blev kronländer i den habsburgska monarkin. Den förste habsburgare som nyttjade titeln "ärkehertig" var Rudolf IV av Österrike (1356-65). Allmänt erkännande vann titeln först 1453 då kejsar Fredrik II:s antog titeln i sin egenskap av huvudman för huset Habsburg.

## Historia
Maximilian I (d. 1519), som 1493 efterträdde sin fader kejsar Fredrik III, förenade alla de
habsburgska länderna, sedan de övriga grenarna av huset utslocknat, och ytterligare hade tillkommit de burgundiska länderna. Han förmälde 1496 sin
son Filip med Johanna, dotter till Ferdinand II av Aragonien och Isabella I av Kastilien, och förberedde därmed det stora spanska väldets övergång till habsburgarna.
En ny tillväxt erhöll hans arvländer 1500, då Görz, Gradiška och Pustertal tillföll honom efter den Görzska grevesläktens utslocknande. 1507 fick han av Bayern Rotenberg, Kufstein och några andra smärre områden. Slutligen förmälde han sin sonson Ferdinand med en prinsessa av Böhmen-Ungern, varigenom utsikter till dessa länders förvärvande öppnades.
Vid Tyska rikets indelning i rikskretsar 1512 förenades alla de habsburgska arvländerna i den österrikiska kretsen. Wiens universitet understöddes kraftigt av Maximilian och blev ett huvudsäte för humanismen. Hans sonsöner Karl I och Ferdinand I regerade till en början gemensamt i de österrikiska länderna, men en ny delning ägde rum genom fördrag i Worms 1521 och i Bryssel 1522, varigenom Ferdinand fick alla de tyska habsburgska besittningarna. Ferdinand I (1522-64) blev såsom svåger till den 1526 vid Mohács stupade konung Ludvig 1527 vald till konung i Böhmen och Ungern. Osmanska riket erövrade emellertid större delen av Ungern.
Under detta krig belägrade de Wien 1529 och härjade både i Österrike och i Ungern. Vid samma tid utbredde sig reformationen hastigt i arvländerna. Snart bekände sig större delen av adeln i Österrike, Steiermark och Kärnten till den nya läran, och det lägre folket anslöt sig även i stor utsträckning till reformationen, som jämväl vann spridning i Ungern och i all synnerhet i Böhmen.
Ferdinand delade sina länder mellan sina tre söner så, att Maximilian, som redan under faderns livstid valts till romersk konung och tronföljare i Ungern och Böhmen, dessutom erhöll Österrike, Ferdinand fick grevskapet Tyrolen och Främre Österrike och Karl Steiermark, Kärnten, Krain och Görz.
Efter det att den Habsburgska monarkin bildats 1526 blev ärkehertigdömet Österrike ett av den nya statens kärnländer och delades sedan i kronländerna Nedre och Övre Österrike. Formellt upphörde ärkehertigdömet först med Österrike-Ungens upplösning 1918.